# Algemene commissie voor het Integratiebeleid
De Algemene commissie voor het Integratiebeleid was een Tweede Kamercommissie.
Deze commissie hield zich bezig met het integratiebeleid. De commissie was in september 2004 ingesteld naar aanleiding van een aanbeveling van de Tijdelijke Commissie Onderzoek Integratiebeleid.
Bij het integratiebeleid waren behalve de minister voor Vreemdelingenbeleid en Integratie vrijwel alle ministeries betrokken. De commissie hield zich ook bezig met wetgeving en controle op het terrein van het integratiebeleid.

## Commissieleden
- Ella Kalsbeek (PvdA) (voorzitter)
- Coşkun Çörüz (CDA) (ondervoorzitter)
- Rendert Algra (CDA)
- Khadija Arib (PvdA)
- Naïma Azough (GroenLinks)
- Eric Balemans (VVD)
- Bas Jan van Bochove (CDA)
- Jet Bussemaker (PvdA)
- Staf Depla (PvdA)
- Jeroen Dijsselbloem (PvdA)
- Nihat Eski (CDA)
- Kathleen Ferrier (CDA)
- Sybrand van Haersma Buma (CDA)
- Mariëtte Hamer (PvdA)
- Pieter Hofstra (VVD)
- Tineke Huizinga (ChristenUnie)
- Corien Jonker (CDA)
- Agnes Kant (SP)
- Ursie Lambrechts (D66)
- Ali Lazrak (groep-Lazrak (ex-SP))
- Hilbrand Nawijn (groep-Nawijn (ex-LPF))
- Fadime Örgü (VVD)
- Mirjam Sterk (CDA)
- Joao Varela (LPF)
- Fenna Vergeer-Mudde (SP)
- Arno Visser (VVD)
- Marijke Vos (GroenLinks)
- Geert Wilders (groep-Wilders (ex-VVD))

De griffier was mevr. mr. Nicolle Coenen.